# Zygia englesingii
Zygia englesingii  es una especie de plantas fanerógamas perteneciente a la familia de las leguminosas (Fabaceae). Es originario de Centroamérica.

## Descripción
Son árboles, que alcanzan un tamaño de  hasta 12 m de alto; ramas y tallos pubescentes. Las hojas de hasta 49 cm de largo, pinnas 14--29 cm de largo, glabras; folíolos 7–11 por pinna, elípticos, 6.5–24 cm de largo y 2.3–7 cm de ancho, ápice acuminado u ocasionalmente agudo, base aguda, glabros, nervadura broquidódroma muy conspicua en ambas superficies, nervio principal casi central, excepto submarginal en el par de folíolos terminales; pecíolos hasta 10 mm de largo, glabrescentes, con una glándula circular de 1.5 mm de diámetro entre el par de pinnas, estípulas linear-triangulares, hasta 12 mm de largo, estriadas, persistentes. Inflorescencias fascículos de 2 espigas muy cortas y pedunculadas, espigas hasta 4 mm de largo, pedúnculos de 1–1.5 (–2) cm de largo, glabrescentes, bráctea floral clavada, casi glabra, persistente hasta después de la antesis, flores blanquecinas; cáliz tubular, 2.5–3 mm de largo, ligeramente 5-lobado, casi trunco; corola tubular, 8–10.5 mm de largo, 5-lobada en 1/8 de su longitud, no estriada; tubo estaminal exerto, 12–13 mm de largo; ovario 1–1.5 mm de largo, glabro, sésil; nectario intrastaminal de menos de 0.5 mm de largo. Fruto algo compreso y recto, 13–37 cm de largo y 1.7--3 cm de ancho, tardíamente dehiscente, las valvas cartáceas, café claras, pubescentes, márgenes no constrictos entre las semillas, sésil; semillas oblongas, 25–35 mm de largo, 23–28 mm de ancho y 6–7 mm de grueso.

## Distribución y hábitat
Es una especie común, que se encuentra en los bosques perennifolios y nebliselvas, en la zona atlántica; a una altitud de 200–1200 m; desde el sureste de México a Costa Rica.

## Taxonomía
Zygia confusa fue descrita por  (Standl.) Record y publicado en Tropical Woods 63: 6. 1940.
Sinonimia
- Inga englesingii Standl. ex Record
- Inga gigantifolia Schery
- Pithecellobium englesingii (Standl.) Standl.
- Pithecellobium gigantifolium (Schery) Leon
- Zygia gigantifolia (Schery) L.Rico[2]